# Joan Potau
Joan Potau Martínez (Barcelona, 1945-3 de febrero de 2015) fue un guionista y director de cine español.

## Biografía
Formado como dramaturgo y director de escena en el Instituto del Teatro de Barcelona, sus primeros pasos como guionista estuvieron vinculados a los cómics de terror.
En 1981 tuvo la primera oportunidad de trabajar como guionista de televisión en Les guillermines del rei Salomó, una serie dirigida por Sergi Schaaff en los inicios de la producción en catalán en los estudios de TVE Cataluña. A partir de entonces firmó los guiones de varias series de prestigio como Periodistas (1998) o una decena de capítulos de El comisario (2009), además de otros programas como Ahí te quiero ver de Rosa María Sardá. En el cine, fue guionista o coguionista con Gonzalo Suárez en Epílogo (1984), en la primera película de Isabel Coixet donde también trabajó como actor, Demasiado viejo para morir joven (1989), con Manel Esteban Marquilles en Historias de la puta mili, o de nuevo con Coixet en A los que aman (1998). En 1991 firmó el guion de El rey pasmado, de Imanol Uribe, por el que fue galardonado con el Goya al mejor guion adaptado. Repitió con Uribe en Bwana (1996), película que obtuvo la Concha de Oro en el Festival de Cine de San Sebastián.
En la dirección debutó en 1998 con No respires: El amor está en el aire (1998), película a la que siguieron San Bernardo (2000) y la segunda parte de 'Manolito Gafotas' con Manolito Gafotas en ¡Mola ser jefe! (2001). Finalmente, como actor, además de en Demasiado viejo para morir joven, trabajó en la ganadora del Óscar a la mejor película de habla no inglesa, Belle Époque de Fernando Trueba, Historias de la puta mili,  Airbag (1997) de Juanma Bajo Ulloa o Mapa de los sonidos de Tokio (2009), también de Coixet.